# 抜髄処置
抜髄処置（ばつずいしょち、pulpectomy）とは、歯牙の内部に存在する歯髄を取り去る医療行為のことである。抜髄処置は歯内療法学がカバーする施術の一つで、歯科臨床においてこの処置を行う頻度は低くない。俗に言う「歯の神経」を除去することであり、齲蝕症や歯周疾患、その他便宜的な理由から行われることも多い。歯髄のある歯牙のことを一般的に「生活歯」と言い、抜髄処置を行った歯牙のことを「失活歯」と言う。

## 抜髄の方法
まず、この処置は痛みを伴うために局所麻酔が必須である。処置を行う歯牙に齲蝕がある場合、まずその除去を行うことが優先される（歯周病や便宜的な目的で抜髄を行う場合はこの限りではない）。そして齲蝕等の処置が終わったら歯髄への穿孔を行う。穿孔の場所や方向は、歯牙の種類によって異なり、口腔解剖学の熟知が必要である。またこの時に歯牙が植立している方向や歯髄の石灰化の程度を考えずに行うと、パーフォレーションの危険性を伴うので注意が必要である。
歯髄への穿孔が終わったら、髄室に存在する歯髄の除去と同時に天蓋の除去を確実に行う。髄角部では天蓋の取り残しがないよう注意する。有鉤探針などを使用すると、天蓋の取り残しは容易に発見できる。その後、複数根ある場合は歯髄の取り残しがないように気をつけ、根管口を発見し、根尖部までの歯髄の除去に努める。この時に歯髄の取り残しがあると、残髄炎などの不快症状につながる。抜髄が終わったら、またはそれと同時に根管拡大・根管形成を引き続き行い、根管充填が適応できる状態にしていく。
また、歯内療法処置に際してはラバーダム防湿法を行うことが推奨されている。通法では局所麻酔の後にラバーダム防湿を行うとされているが、慣れていない者では歯髄穿孔時にパーフォレーションの危険性が大きい為に議論が分かれるところではある。